# Saint-Amans-Soult
Saint-Amans-Soult è un comune francese di 1 757 abitanti situato nel dipartimento del Tarn nella regione dell'Occitania.
Il nome originale era Saint-Amans-la-Bastide. Venne modificato in quello attuale in onore di Nicolas Jean-de-Dieu Soult, maresciallo di Napoleone e ministro di Luigi Filippo.

## Società

### Evoluzione demografica
Abitanti censiti